# Muelleria
Muelleria es una revista científica de botánica publicada por el Real Jardín Botánico de Melbourne. Se centra en temas relacionados con las plantas, algas y hongos en el hemisferio sur y Australia, en particular. La revista fue nombrada en honor del botánico Ferdinand von Mueller. Muelleria comenzó la publicación en 1955 con fondos del Fideicomiso Maud Gibson.  El fideicomiso se inició en 1945 después de la donación de 20.000 libras por Maud Gibson, la hija de William Gibson, fundador de la  cadena de tiendas por departamentos Foy y Gibson.
Muelleria fue una de la serie de revistas de botánica iniciada por los herbarios australianos después de la Segunda Guerra Mundial, lo que refleja el aumento del nivel de la investigación botánica realizada en este momento. James Hamlyn Willis fue el editor de los tres temas iniciales.